# 迦太基 (印第安納州)
迦太基（英語：Carthage）是一個位於美國印地安納州拉什縣的城鎮。

## 人口
根據2010年美國人口普查的數據，迦太基的面積為1.46平方千米，當中陸地面積為1.46平方千米，而水域面積為0.00平方千米。當地共有人口480人，而人口密度為每平方千米329人。